# Robert Foulon
Robert Foulon, né le 8 décembre 1883 dans le 11e arrondissement de Paris et mort le 9 février 1973 à Créteil,, est un syndicaliste français. En 1921, il est entré à la Commission exécutive de la CGTU et y est demeuré jusqu'en 1929. 

## Biographie
- 1910 : il travaille à la fabrication des dentelles et se marie, à Paris.
- 1921 : dès la fondation de la CGTU, il siège à sa Commission exécutive, comme titulaire. Par ailleurs, il est un des premiers communistes de son quartier, occupant les fonctions de secrétaire du groupe de la Maison Blanche, dans la 13e section de la Fédération de la Seine.
- 1923 : au congrès de Bourges de la CGTU, il fait sienne la motion sur laquelle se retrouve les militants hostiles à la politique syndicale du Parti communiste et, donc, aux principaux dirigeants majoritaires de la CGTU. En janvier, il est désigné comme membre du Comité d'action contre l'impérialisme et la guerre.
- 1924 : il participe au IIe congrès de la Fédération du Textile, puis au congrès de fusion Vêtement-Textile.
- 1926 : il intervient lors du III e congrès, à Paris, présentant, notamment un rapport sur les Assurances sociales. Cette même année, il devient l'un des membres du comité dirigeant du Secours rouge international
- 1927 : il est réélu à la Commission exécutive de la CGTU, mais comme suppléant. On le signale, alors, comme un orateur très apprécié.
- 1948 : il se remarie à Paris.
- 1967 : il se marie pour la troisième fois, toujours à Paris.

## Source
- Dictionnaire biographique du mouvement ouvrier français, Les Éditions de l'Atelier, 1997.